# Kenning
Kenning (islandsky opis; mn. č. kenningar) je ustálené, nejméně dvouslovné (ale také až sedmislovné) spojení podstatných jmen, s metaforickým významem. Tyto zdobné, básnické opisy jsou charakteristické zejména pro poetiku germánského světa, takřka výlučně jeho severozápadní části – proto je také nacházíme hlavně v staroseverské a staroanglické literatuře. Kenningy byly hojně používány především norskými a islandskými skaldy (dvorskými básníky, pěvci), v menší míře i anglosaskými scopy (obdoba skaldů).
V poezii (hlavně epické, ale i lyrické) byly nepostradatelným literárním prvkem, lze se s nimi setkat i v próze (např. Snorriho Edda). Jsou důkazem a důsledkem dříve chápaného magického významu jazyka a ritualizovaného myšlení.

## Typologie a funkce kenningů
Dvouslovné, základní kenningy patřily na Severu k všeobecným znalostem člověka raného středověku. Bez toho nemohli posluchači vůbec rozumět, o čem vlastně skald či scop zpívá. Složitější, víceslovné kenningy a jejich různé propletence však už často byly novotvary, autorskými licencemi a záleželo na umu a obraznosti pěvce, jak byly vytvořeny. Čím složitější a barvitější opisy, tím vrstevnatější bylo celé vyprávění, tím více podněcovalo fantazii, dávalo poměrně jednoduchým příběhům lesk a hloubku a propojovalo je s příběhy (mýty) jinými.
Lze je rozdělit na 3 základní typy:
1. příbuzenské
2. činitelské
3. obecně obrazné

### Příklady
- setkání mužů = bitva
- střet štítů = bitva
- tanec mečů = bitva
- krmič ptáků moře sokolů zraněných = bojovník (sokoli zraněných jsou havrani (slétávající se na bezmocné umírající lidi), jejich „mořem“ krev a „ptáci krve“ byl zase složený opis pro havrana; bojovník byl tedy krmičem havranů, tím, kdo jim předhazoval mrtvá těla nepřátel, jež zabil)
- ryba vřesu = had
- labuť potu trnu ran = havran (trn ran je opis pro meč (je tak zdůrazněna jeho nebezpečnost pro nepřátele v rukou statečného bojovníka), jeho „potem“ je pak krev, řinoucí se z ran; tento kenning tak naznačuje jev běžný po bitvách: havrani se slétají na mrtvá těla bojovníků, klovají do jejich ostatků a pijí jejich krev)
- lamač prstenů = kníže (jarl), náčelník družiny (vyvolává představu bojovníka a vůdce, který je schopen získat cennou kořist a zároveň ji štědře rozděluje mezi své věrné)
- hadí voda = krev
- oř moře = loď
- cesta velryb = moře
- zpěv koní obryně = vytí (jako koně obryně byli označováni vlci, protože na nich obryně jezdily; jejich „zpěv“ naháněl hrůzu a evokoval porážku)
- blesk vody = zlato (narážka na starou germánskou pověst o pokladě Nibelungů ukrytém v Rýně)